# Faver
Faver är en ort och frazione i provinsen Trento i regionen Trentino-Sydtyrolen i Italien.
Faver upphörde som kommun den 1 januari 2016 och bildade med de tidigare kommunerna Grauno, Grumes och Valda den nya kommunen Altavalle. Den tidigare kommunen hade 849 invånare (2015).